# Pterospermum niveum
Pterospermum niveum là một loài thực vật có hoa trong họ Cẩm quỳ. Loài này được Vidal miêu tả khoa học đầu tiên năm 1886.